# Koen Wins
Koen Wins (Hasselt, 26 maart 1978) is een voormalige Belgische voetballer. Hij was een doelman die in totaal 15 seizoenen bij diverse profclubs in België en het Nederlandse VVV-Venlo heeft gespeeld.

## Spelerscarrière
Wins belandde als 12-jarige bij Club Luik en maakte drie jaar later de overstap naar de jeugdopleiding van KRC Genk. Hij zat destijds bij de nationale jeugdselectie. Op 18-jarige leeftijd liep hij eerst stage bij MVV , maar kwam uiteindelijk terecht bij KSK Tongeren in Derde Nationale. Opnieuw drie jaar later belandde hij bij Heidebloem Dilsen dat destijds eveneens in Derde Nationale uit kwam. Toen die club in 2000 failliet ging, verdedigde hij een jaar het doel van Beringen FC.
Wins verkaste daarna naar Excelsior Veldwezelt waar hij in zijn tweede seizoen kampioen werd in Vierde Nationale. Daarmee trok hij de aandacht van VVV-Venlo. Op advies van de toenmalige coach Wim Dusseldorp die hem nog kende van zijn proefperiode bij MVV, vertrok de doelman in 2002 naar de Nederlandse eerstedivisionist. Daar was hij aanvankelijk eerste keus, tot de komst halverwege het seizoen 2002/03 van landgenoot Kevin Begois die de concurrentiestrijd won. Wins keerde vervolgens terug naar Veldwezelt en zou achtereenvolgens nog onder de lat staan bij Patro Eisden Maasmechelen, AS Eupen en CS Visé.

### Statistieken
| Seizoen | Club                      | Land      | Competitie      | Wed. | Goals |
| ------- | ------------------------- | --------- | --------------- | ---- | ----- |
| 1996/97 | KSK Tongeren              | België    | Derde klasse B  | 24   | 0     |
| 1997/98 | KSK Tongeren              | België    | Derde klasse B  | 30   | 0     |
| 1998/99 | KSK Tongeren              | België    | Derde klasse B  | 29   | 0     |
| 1999/00 | KVV Heidebloem Dilsen     | België    | Derde klasse B  | 7    | 0     |
| 2000/01 | Beringen FC               | België    | Vierde klasse C | 18   | 0     |
| 2001/02 | Excelsior Veldwezelt      | België    | Vierde klasse C | 30   | 0     |
| 2002/03 | VVV-Venlo                 | Nederland | Eerste divisie  | 23   | 0     |
| 2003/04 | Excelsior Veldwezelt      | België    | Derde klasse B  | 29   | 0     |
| 2004/05 | Patro Eisden Maasmechelen | België    | Tweede klasse   | 32   | 0     |
| 2005/06 | AS Eupen                  | België    | Tweede klasse   | 27   | 0     |
| 2006/07 | AS Eupen                  | België    | Tweede klasse   | 29   | 0     |
| 2007/08 | AS Eupen                  | België    | Tweede klasse   | 35   | 0     |
| 2008/09 | AS Eupen                  | België    | Tweede klasse   | 9    | 0     |
| 2009/10 | CS Visé                   | België    | Derde klasse B  | 2    | 0     |
| 2010/11 | CS Visé                   | België    | Tweede klasse   | 13   | 0     |
| Totaal  | Totaal                    | Totaal    | Totaal          | 337  | 0     |

## Verdere loopbaan
Al tijdens zijn spelersloopbaan volgde Wins een opleiding tot gymleraar. Nadat hij zijn keepersloopbaan in 2011 afsloot is hij in die functie ook aan de slag gegaan. Dit combineert hij met werkzaamheden als keeperstrainer. Momenteel is Wins verbonden aan FC Heur-Tongeren.